# Tempestade tropical Melissa (2007)
A tempestade tropical Melissa foi o décimo terceiro ciclone tropical nomeado da temporada de furacões no oceano Atlântico de 2007. Melissa foi uma tempestade de curta duração que se formou a sudoeste de Cabo Verde, permanecendo fraco no seu período de existência devido aos ventos de cisalhamento. A tempestade dissipou-se sem afetar a costa. Melissa é notável por ser o oitavo ciclone tropical nomeado a se formar em setembro, que iguale ao recorde de maior número de ciclones tropicais nomeados num único mês junto com a temporada de 2002.

## História meteorológica

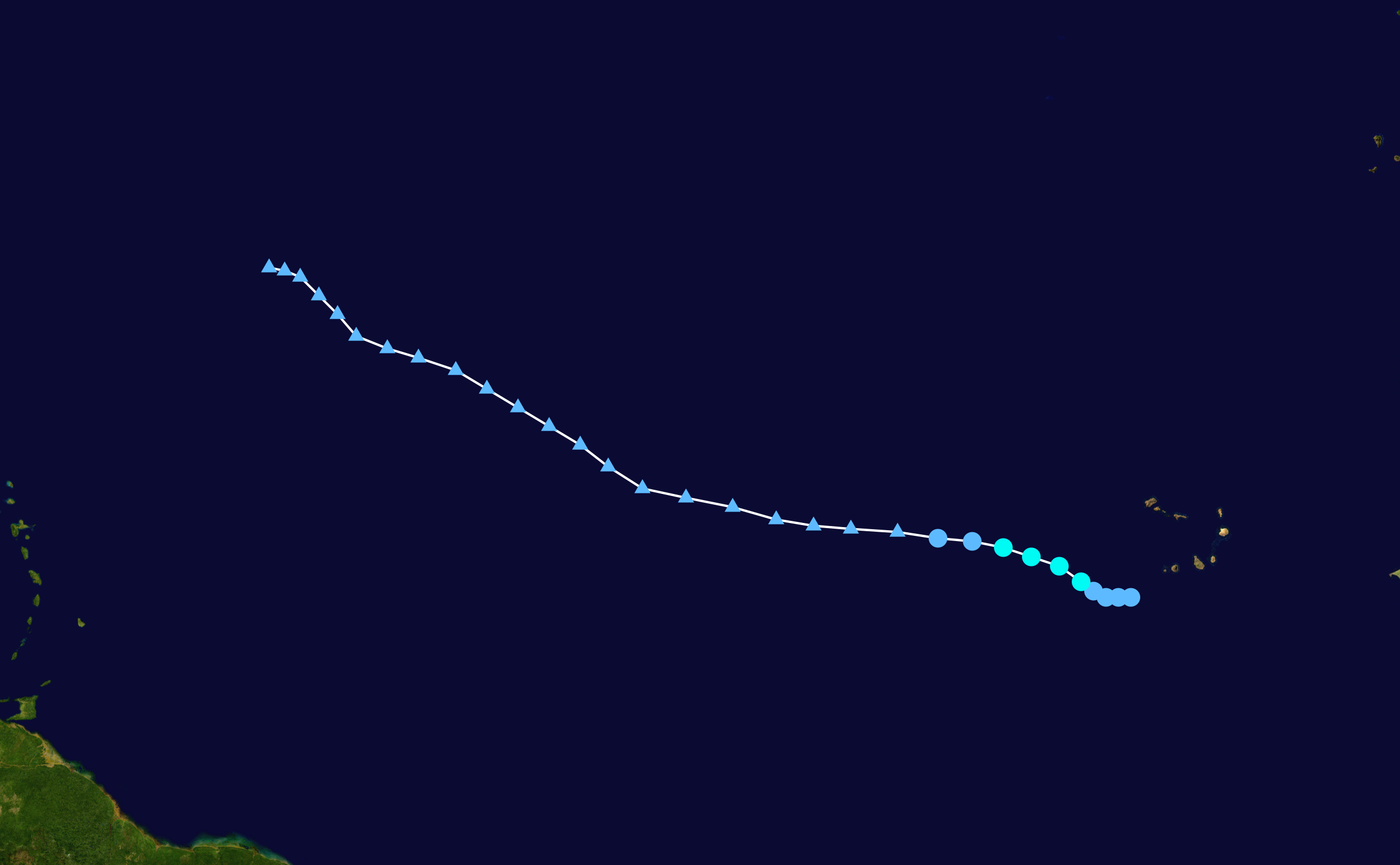
O caminho de Melissa

O sistema começou como uma onda tropical que deixou a costa ocidental da África em 26 de Setembro. Uma área de baixa pressão formou-se no dia seguinte em associação com a onda, perto de Cabo Verde. A convecção de ar associada a onda desenvolveu-se gradualmente devido a formação da área de baixa pressão. Na madrugada de 28 de Setembro, um rápido aumento na convecção e um padrão de nuvens bem organizado permitiu que a área de baixa pressão se tornasse uma depressão tropical, a décima quarta da temporada, enquanto estava localizada a sul de Cabo Verde. A depressão desligou-se da alta subtropical e uma área de baixa pressão de altos níveis situou-se ao seu norte, provocando um movimento lento da tempestade no princípio, movendo-se lentamente para oeste-noroeste. Ventos de cisalhamento verticais orientais também dificultaram o desenvolvimento de melissa. Em 29 de Setembro, a depressão se desenvolveu ligeiramente, tornando-se a tempestade tropical Melissa assim que a convecção aumentou no sistema.

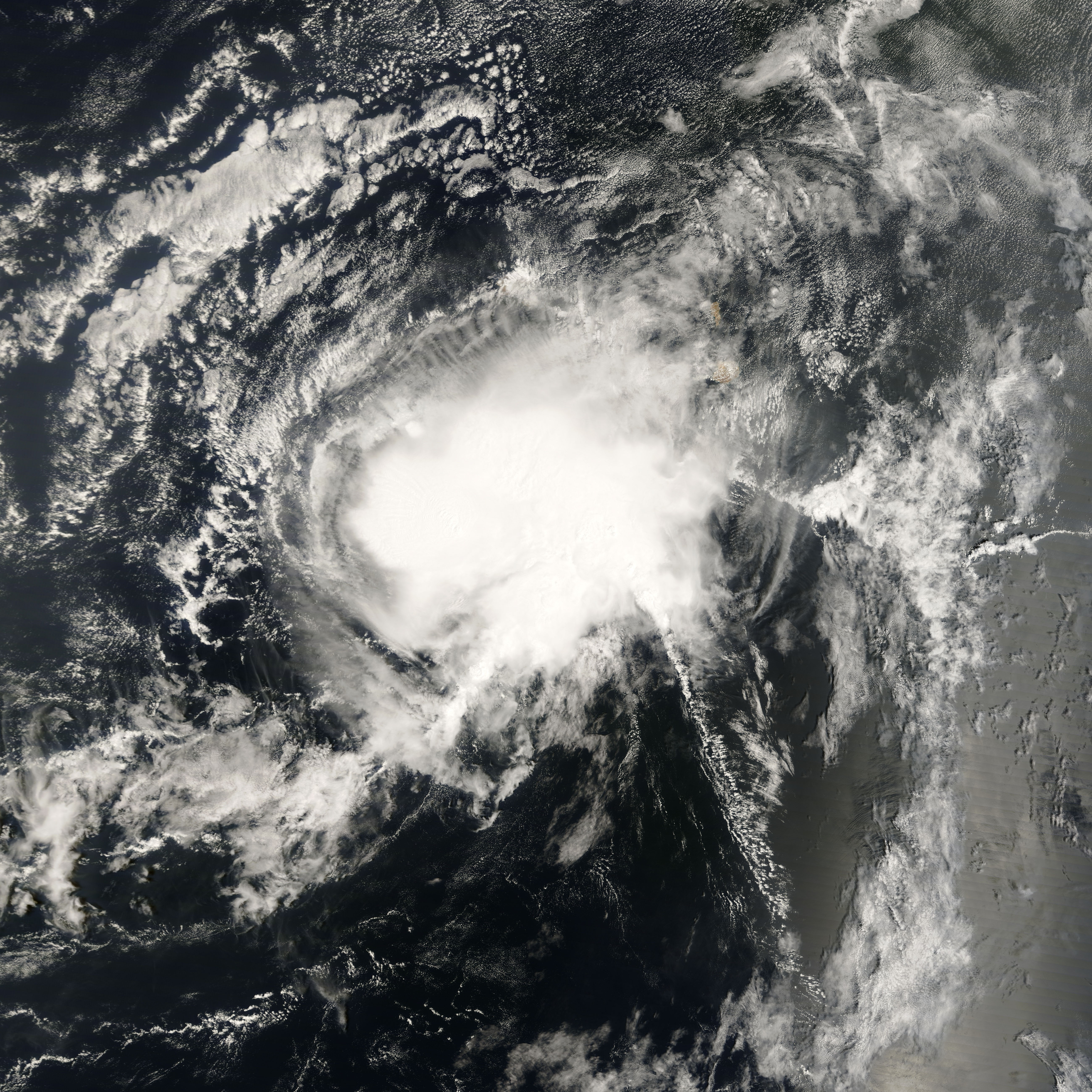
A depressão tropical Quatorze no momento em que foi classificada como tal

Assim como as tempestades anteriores (Ingrid e Karen), os ventos de cisalhamento fortes nos trópicos profundos impediram o desenvolvimento de Melissa. Operacionalmente, Melissa teve um breve momento onde seus ventos máximos constantes alcançaram 75 km/h no final de 29 de setembro assim que algumas estimativas de satélite mostraram um fortalecimento ligeiro da convecção profunda do sistema, mas em análises pós-tempestades indicaram que a convecção de ar foi mais fraca do que a indicada em estimativas de satélite, com ventos constantes de 65 km/h. Na madrugada de 30 de Setembro, os ventos de cisalhamento se intensificaram dramaticamente e fizeram a tempestade começar a se enfraquecer. Naquela manhã, fortes ventos de cisalhamento combinado com a águas frescas fizeram enfraquecer Melissa para uma depressão tropical, com um centro pouco definido superficial assim que o sistema começou a ganhar velocidade em direção a oeste-noroeste. O sistema perdeu suas áreas de convecção profunda e na tarde de 30 de Setembro, Melissa se degenerou numa área de baixa pressão remanescente assim que a atividade de temporais diminuiu. Depois da circulação ciclônica ter se dissipado, a área de baixa pressão remanescente continuou a seguir para oeste-noroeste ao sul de uma alta subtropical em formação no Atlântico central. A área de baixa pressão produziu áreas de convecção intermitentes até ser absorvida por um sistema frontal no final de 5 de Outubro a nordeste das Pequenas Antilhas.

## Impactos e recordes
Melissa permaneceu em mar aberto durante todo o seu período de existência. Nenhum navio registrou os ventos de Melissa. Não há registros de danos causados pela tempestade.
Quando a depressão tropical Quatorze foi classificado como tempestade tropical Melissa pelo Centro Nacional de Furacões, foi a oitava tempestade a se formar no mês de Setembro de 2007. Este acontecimento marcou a Temporada de furacões no oceano Atlântico de 2007 como sendo uma entre duas temporadas a ter oito tempestades diferentes num único mês; a outra temporada foi a de temporada de 2002.